# Leucostethus
Leucostethus (лат.) — род бесхвостых земноводных из семейства древолазов. Ареал охватывает западную Амазонию в Эквадоре и Перу, обитают на высотах от 340 до 870 м над уровнем моря.

## Классификация
На февраль 2023 года в род включают 11 видов:
- Leucostethus alacris (Rivero and Granados-Diaz, 1990)
- Leucostethus argyrogaster (Morales & Schulte, 1993)
- Leucostethus bilsa Vigle et al., 2020
- Leucostethus brachistriatus (Rivero & Serna, 1986)
- Leucostethus dysprosium (Rivero and Serna, 2000)
- Leucostethus fraterdanieli (Silverstone, 1971)
- Leucostethus fugax (Morales & Schulte, 1993)
- Leucostethus jota Marin-Castano, Molina-Zuluaga, & Restrepo, 2018
- Leucostethus ramirezi (Rivero & Serna, 2000)
- Leucostethus siapida Grant and Bolivar-Garcia, 2021
- Leucostethus yaguara (Rivero and Serna, 1991)